# Achaeta littoralis
Achaeta littoralis is een ringworm uit de familie van de Enchytraeidae. De wetenschappelijke naam van de soort is voor het eerst geldig gepubliceerd in 1968 door Lasserre.